# Baie du Petunia

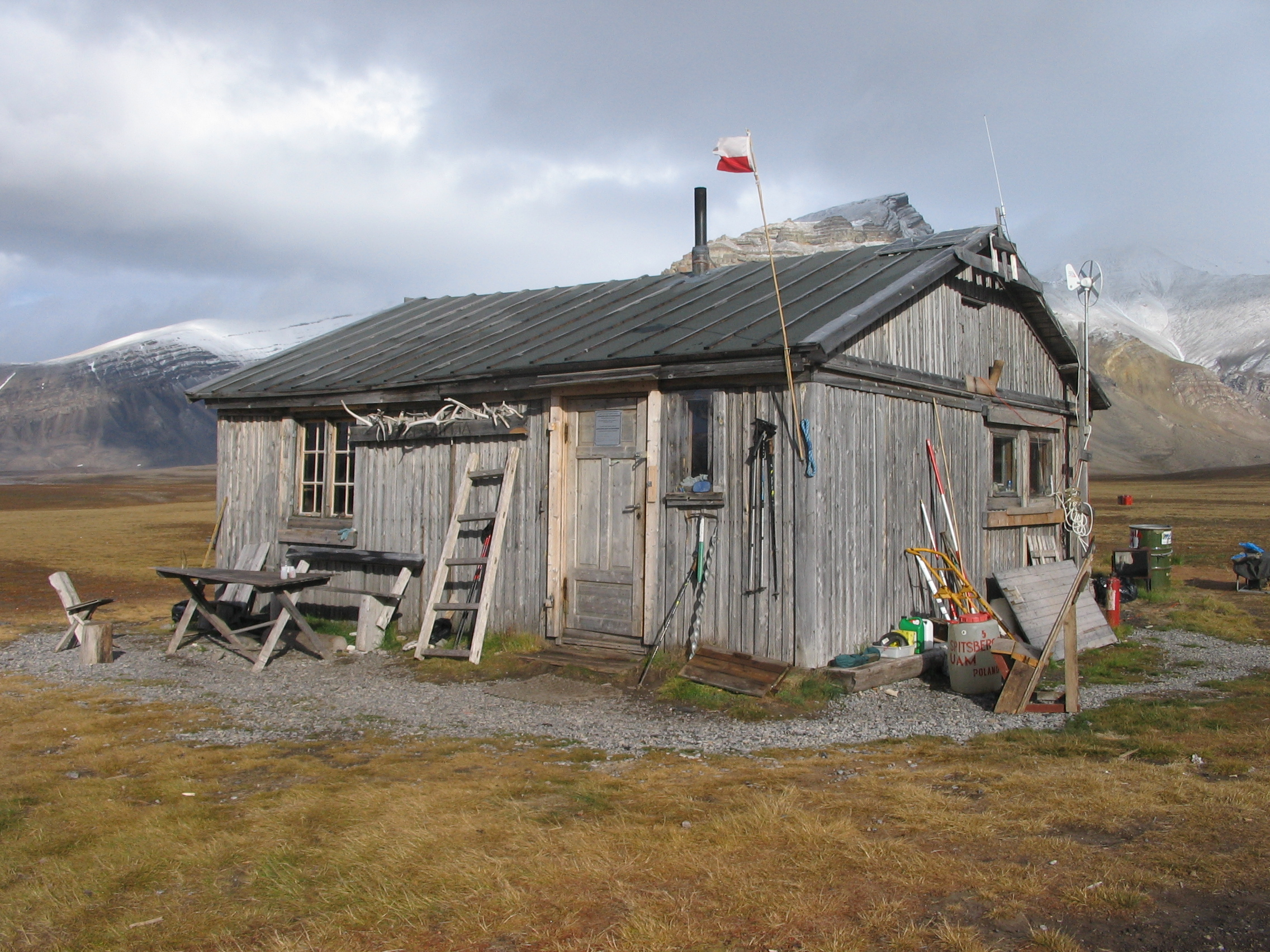
La Skottehytta, au bord de la baie du Petunia.

La baie du Petunia (en norvégien : Petuniabukta) est une baie de la terre de Dickson, au Spitzberg (Svalbard). Elle constitue la terminaison septentrionale du Billefjord. La baie porte le nom du navire écossais SS Petunia,.
Sur la rive orientale de la baie se dresse la Skottehytta (en norvégien : « baraque de l'Écossais »), une cabane construite au début du xxe siècle par le Scottish Spitsbergen Syndicate, une société de prospection écossaise. La Skottehytta a été utilisée comme camp de base par diverses expéditions : l'Oxford University Spitsbergen Expedition (1933), l'expédition française de Martin, Pommier et Vallette (1946), la Cambridge Spitsbergen Expedition (1949), l'université de Poznań entre 1984 et 2009.